# ADO in het seizoen 1956/57
Het seizoen 1956/1957 was het derde jaar in het bestaan van de Haagse betaaldvoetbalclub ADO. De club kwam uit in de Eerste divisie en eindigde daarin op de eerste plaats, dit betekende dat de club rechtstreeks promoveerde naar de Eredivisie. Tevens deed de club mee aan het toernooi om de KNVB beker, hierin werd in de halve finale, na verlenging, verloren van Fortuna '54 (1–2).

## Wedstrijdstatistieken

### Eerste divisie A
|       | Alkmaar '54 | DWS   | Emma   | De Graafschap | Haarlem | Helmondia '55 | HVC   | KFC   | Limburgia | Roda Sport | SVV   | De Volewijckers | VSV   | Wageningen | Xerxes |
| ----- | ----------- | ----- | ------ | ------------- | ------- | ------------- | ----- | ----- | --------- | ---------- | ----- | --------------- | ----- | ---------- | ------ |
| Thuis | 3 – 1       | 3 – 0 | 10 – 0 | 3 – 0         | 2 – 2   | 0 – 0         | 6 – 1 | 5 – 0 | 1 – 0     | 2 – 2      | 2 – 2 | 5 – 1           | 3 – 0 | 3 – 1      | 2 – 2  |
| Uit   | 0 – 3       | 1 – 5 | 1 – 2  | 6 – 4         | 1 – 5   | 1 – 1         | 1 – 3 | 0 – 1 | 1 – 3     | 0 – 1      | 3 – 4 | 3 – 3           | 1 – 3 | 3 – 1      | 1 – 0  |

### KNVB beker
| 1e ronde                                             | ADO | 7 – 0 (3 – 0)                      | Alphen                                                   |
| 22 augustus 1956 Plaats: Den Haag Zuiderparkstadion  | Lex Rijnvis 18' Karel Jansen 28', 38' Theo Timmermans 55' Helmut Knollman 64' Carol Schuurman 70', 80'                   |                                    |                                                          |
| 2e ronde                                             | ADO | 11 – 1 (2 – 1)                     | Blauw Zwart                                              |
| 16 september 1956 Plaats: Den Haag Zuiderparkstadion | Carol Schuurman 3', 10' Mick Clavan 48', 73' Theo Timmermans 50' Lex Rijnvis 57', 58' Roel Timmer 69', 70', 89' Onbekend |                                    | 34' Noordervliet                                         |
| 3e ronde                                             | ADO | 3 – 2 (2 – 0)                      | Volendam                                                 |
| 26 december 1956 Plaats: Den Haag Zuiderparkstadion  | Jan Verhoek 15' Mick Clavan 31' Lex Rijnvis 75'                                                                          |                                    | 48' Jaap Smit 60' Dick Tol                               |
| 4e ronde                                             | Rheden | 2 – 4 (1 – 0)                      | ADO                                                      |
| 3 maart 1957 Plaats: Rheden Thomassen-terrein        | Joop Donderwinkel 25' Ap Bosveld 70'                                                                                     |                                    | 55', 80' Theo Timmermans 85' Lex Rijnvis 90' Mick Clavan |
| Kwartfinale                                          | ADO | 0 – 0                              | Amsterdam                                                |
| 17 april 1957 Plaats: Den Haag Zuiderparkstadion     | |                                    |                                                          |
| Kwartfinale (1e replay)                              | Amsterdam | 1 – 1 (0 – 0, 1 – 1)               | ADO                                                      |
| 25 april 1957 Plaats: Amsterdam Olympisch Stadion    | Jan van der Meer 85' (e.d.)                                                                                              |                                    | 89' Harry Vreken                                         |
| Kwartfinale (2e replay)                              | ADO | 4 – 3 (3 – 1)                      | Amsterdam                                                |
| 8 mei 1957 Plaats: Den Haag Zuiderparkstadion        | Lex Rijnvis 26', 43', 70' Carol Schuurman 40'                                                                            |                                    | 20', 85' Jos Vonhof 70' Loek Feijen                      |
| Halve finale                                         | ADO | 1 – 2 (1 – 1, 1 – 1) Na verlenging | Fortuna '54                                              |
| 30 mei 1957 Plaats: Den Haag Zuiderparkstadion       | Carol Schuurman 20' |                                    | 5' Harry Custers 107' Bram Appel                         |

## Statistieken ADO 1956/1957

### Eindstand ADO in de Nederlandse Eerste divisie A 1956 / 1957
| Stand | Gespeeld | Gewonnen | Gelijk | Verloren | Punten | Doelpunten voor | Doelpunten tegen |
| ----- | -------- | -------- | ------ | -------- | ------ | --------------- | ---------------- |
| 1e    | 30       | 20       | 7      | 3        | 47     | 89              | 35               |

### Topscorers
| #      | Naam            | Goal |
| ------ | --------------- | ---- |
| 1.     | Carol Schuurman | 29   |
| 2.     | Lex Rijnvis     | 27   |
| 3.     | Mick Clavan     | 12   |
| 4.     | Theo Timmermans | 11   |
| 5.     | Roel Timmer     | 5    |
| 6.     | Wim Timmermans  | 2    |
| 6.     | Jan Verhoek     | 2    |
| 8.     | Harry Vreken    | 1    |
| Totaal | Totaal          | 89   |

| #                 | Naam                         | Goal |
| ----------------- | ---------------------------- | ---- |
| 1.                | Lex Rijnvis                  | 8    |
| 2.                | Carol Schuurman              | 6    |
| 3.                | Mick Clavan                  | 4    |
| 3.                | Theo Timmermans              | 4    |
| 5.                | Roel Timmer                  | 3    |
| 6.                | Karel Jansen                 | 2    |
| 7.                | Helmut Knollman              | 1    |
| 7.                | Jan Verhoek                  | 1    |
| 7.                | Harry Vreken                 | 1    |
| Onbekend doelpunt |                              |      |
| –                 | Onbekend (tegen Blauw Zwart) | 1    |
| Totaal            | Totaal                       | 31   |